# Рейхан, Станислав

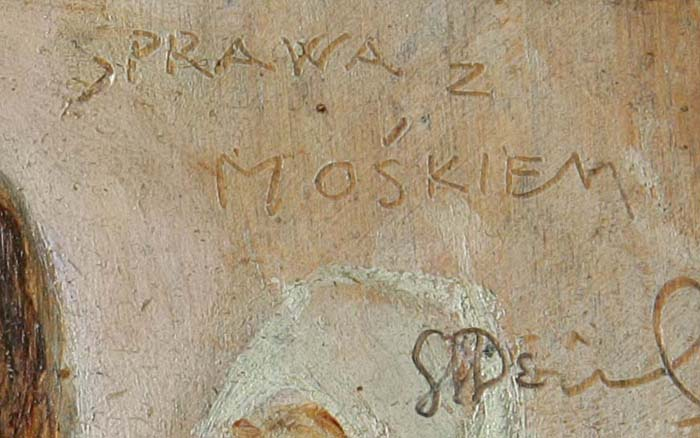
Подпись Станислава Рейхана

Станислав Рейхан (пол. Stanisław Reichan или Rejchan; 17 сентября 1858, Львов — 18 июня 1919, Краков) — польский художник, портретист, иллюстратор, педагог, профессор.

## Биография
Станислав Рейхан происходил из семьи известных художников, был сыном Алоизия и внуком Юзефа Рейханов.
Учиться живописи начал в 1877 в Академии изобразительных искусств в Вене под руководством Кристиана Грипенкерля.
В 1880 г. переехал в Париж, где продолжил обучение у французских мастеров Леона Бонна и Жана-Поля Лорана.
После окончания учебы остался работать в Париже до 1896 г. За это время совершил неоднократные творческие поездки по Германии, Англии, Швейцарии и Италии (во Флоренции художник прожил больше года).
В Париже Станислав Рейхан быстро получил признание как портретист и художник, изображающий сцены из жизни «сливок» парижского городского общества. Писал портреты красиво украшеных дам, сценки с официальных приёмов, театральных премьер, бегов.
Пользовался славой автора рисованных репортажей, которые появились на страницах французских, британских, немецких и польских журналов — «Le Monde illustré», «Revue Illustrée», «The Illustrated London News», «Fliegende Blätter», «Tygodnik Ilustrowany».
В 1896 Станислав Рейхан стал профессором Школы прикладного искусства во Львове. Воспитал ряд учеников, в том числе Мартина Китца.
Умер в Кракове. Был похоронен на львовском Лычаковском кладбище рядом с родственниками.

## Галерея

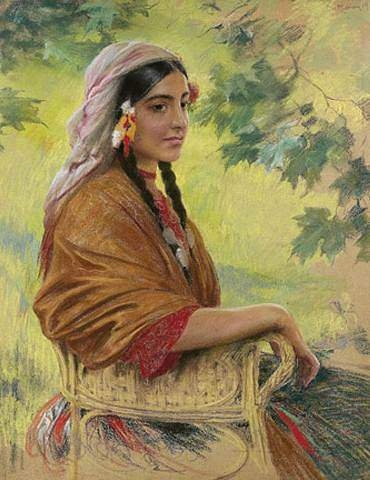
Портрет молодой женщины
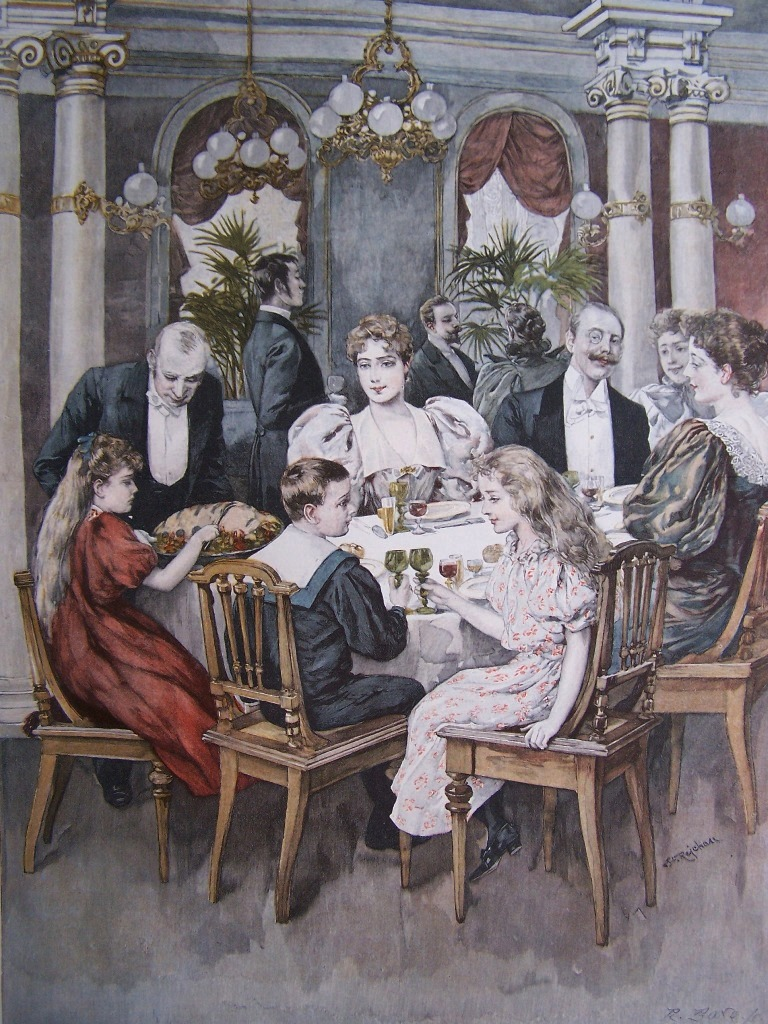
Рождественский ужин (1896)
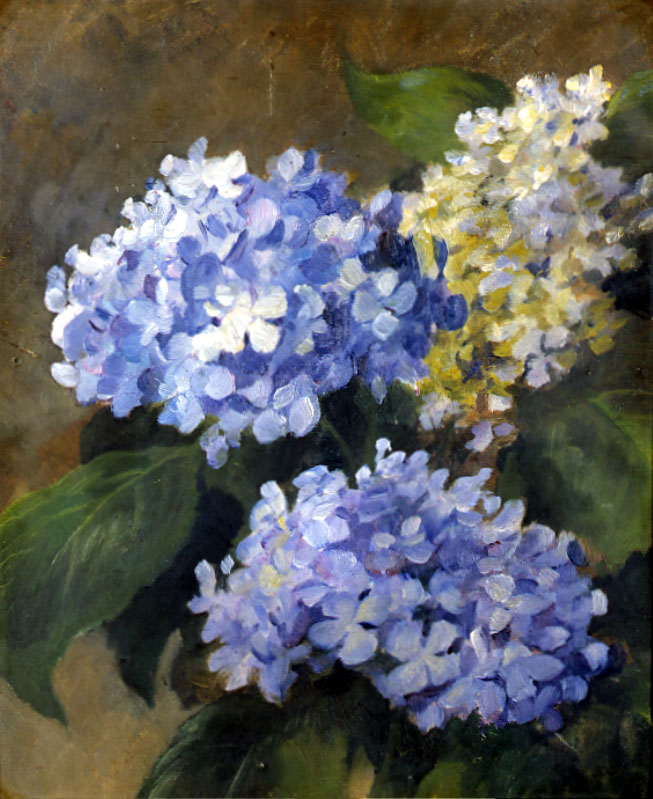
Гортензии (ок. 1900)

## Ссылка
- Stanisław Rejchan (Reichan)